# Michal Amdursky

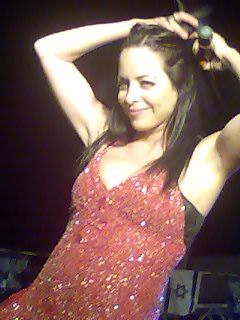
Michal Amdursky (2008)

Michal Niederman Amdursky Yishai (hebräisch מיכל נידרמן אמדורסקי ישי‎, geborene Michal Niederman; * 7. März 1975 in Tel Aviv) ist eine israelische Tänzerin und Sängerin.

## Leben und Karriere
Amdursky begann im Alter von sechs Jahren mit dem Tanzen bei der Bat-Dor Dance Company. 1990 zog sie nach Budapest, wo sie an der Ungarischen Staatsoper klassischen Tanz studierte. Anschließend kehrte sie nach Israel zurück und arbeitete dort als Tänzerin. 
In den Jahren 2001 und 2005 nahm sie am Kdam-Eurovision-Wettbewerb teil, um Israel beim Eurovision Song Contest zu vertreten. Von 2005 bis 2008 war sie Jurorin in der israelischen Version der Reality-Show So You Think You Can Dance. Als Sängerin veröffentlichte sie drei Alben.
Michal Amdursky war mit dem Sänger Assaf Amdursky verheiratet. Mit ihm hat sie zwei Töchter.

## Diskografie

### Alben
- 1998: Sparklers
- 2000: Let Her Sweat
- 2009: Ishto Shel

### EPs
- 2004: Michal Amdursky

### Singles (Auswahl)
- 1998: חייל שלי
- 2004: מה שתבקש
- 2009: בחורים כמוך
- 2009: רוק סתם